# Дэвид, Стив
Стив Дэ́вид (англ. Steve David; род. 11 марта 1951, Пойнт-Фортин) — тринидадский футболист, двукратный лучший бомбардир NASL.

## Клубная карьера
Дэвид начал свою профессиональную карьеру с «Полиции» в Тринидаде и Тобаго. В 1974 году он подписал контракт с «Майами Торос» из Североамериканской футбольной лиги. В том сезоне «Торос» достигли финала, проиграв в Лос-Анджелесе со счётом 4:3. Дэвид провёл выдающийся второй сезон и был назван в 1975 году MVP NASL, а «Торос» дошли до полуфинальной стадии плей-офф. После того, как в неудачном для клуба сезоне 1976 Дэвид забил лишь один гол в тринадцати играх, «Торос» продали его в «Лос-Анджелес Ацтекс». Он вернул себе былую форму, забив двадцать шесть голов в двадцати четырёх играх. Тем не менее, он стал проявлять недовольство по отношению к руководству «Ацтекс» в начале 1977 года. После начала сезона с проигрыша 1:2 «Ацтекс» продали Дэвида за большие деньги в «Детройт Экспресс» 22 апреля 1978 года. Он сыграл одиннадцать матчей за «Экспресс», прежде чем был продан в «Калифорния Сёрф». Он закончил сезон 1978 года и отыграл весь сезон 1979 в Калифорнии. В 1980 году он начал сезон с «Сан-Диего Сокерз», прежде чем они продали его в «Сан-Хосе Эртквейкс». Он оставался с «Эртквейкс» до сезона 1981 года, после чего покинул NASL. Он закончил свою карьеру в ранге седьмого бомбардира в истории NASL со 100 голами в 182 играх. Осенью 1981 года он подписал контракт с «Финикс Инферно» из MISL. Он закончил сезон 1981/82 на четвёртом месте в списке лучших бомбардиров лиги с 81 голом в 44 играх и сезон 1982/83 в девятке лучших с 81 голом уже в 47 играх.

## Международная карьера
Дэвид забил 16 голов в квалификации чемпионата мира за Тринидад и Тобаго в период между 1972 и 1976. Он был введён в Футбольный зал славы Тринидада и Тобаго в 2008 году.